# Obkas-Młyn
Obkas-Młyn – nieoficjalna kolonia wsi Obkas, była osada przymłyńska w Polsce położona w województwie kujawsko-pomorskim, w powiecie sępoleńskim, w gminie Kamień Krajeński nad północnym brzegiem jeziora Mochel.
Osada już nie istnieje, we wskazanym miejscu jest las.
W latach 1975–1998 miejscowość administracyjnie należała do województwa bydgoskiego.
Młyn w Obkasie wspominany jest w dokumentach już w 1273 roku. Młyn ten napędzany był przez rzeczkę Obkas, która stanowi lewy dopływ Kamionki. Przy wyliczaniu opłat z wiosek „klucza kamieńskiego" w roku 1682 przy samej wsi Obkas nie wspomina się jednak o podatku młyńskim. Jednak już w roku 1736 arcybiskup gnieźnieński Teodor Potocki przyznaje szlachetnemu Michaelowi Prądzyńskiemu obkaski młyn ze wszystkim domami, rolami, polami, łąkami i ogrodami, które są ograniczone, wraz z dobrami polowymi, które zazwyczaj zasiewano do 28,5 morgów na obu polach, poza tym pół włóki na polach i granicach Orzełka z pastwiskami, owocami, dochodami, zyskiem i wszystkimi przynależnościami, które od dawna do tego młyna należały, wraz ze źródłami zwanymi „Trifes", skąd młyn otrzymuje swą wodę.
Prądzyński mógł na własny użytek warzyć piwo, jednakże bez uszczerbku dla dochodów arcybiskupa; mógł mieć owczarza ze 150 owcami, na co otrzymuje wolne pastwisko na polach Orzełka i Obkasu. Prądzyński dostarczać miał za to do Kamienia na święto św. Marcina, arcybiskupa i męczennika, 40 korców mąki pszennej według miary kamieńskiej, tuczoną świnię lub zamiast tuczenia płacić 12 florenów dobrej monety. Prądzyński i jego potomkowie musieli w całości utrzymywać budynki młyna oraz zakupywać z własnych środków kamienie młyńskie i potrzebne do używania młyna mechanizmy żelazne. Prądzyński i jego potomkowie nie mogli być usunięci z posiadania młyna (jedynie w przypadku jego lekkomyślnego rujnowania). Akt nadania sławi zacne życie Prądzyńskiego, jego wiedzę i sprawność jako młynarza.
W 1772 roku młyn należał do młynarza Tabata, zaś w 1838 roku do młynarza Henniga. W 1840 roku w piśmie z Kwidzyna donoszono, że młyn leży w dawnym dystrykcie noteckim, gdzie na podstawie edyktu z 1788 roku dzierżawa młyna musi być obliczona na 6 lat i wobec tego jest zmienna. Ostatni raz oszacowano młyn w roku 1806, na skutek czego trzeba było płacić 29 talarów, 36 srebrnych groszy i 10 fenigów dzierżawnego, które w roku 1821 zostało tymczasowo (do następnego oszacunku) zniżone do połowy.
W roku 1905 Obkas miał 336 mieszkańców. W wojnie brało udział wielu młodych mieszkańców Obkasu. Nie powróciło siedemnastu, którzy polegli na polach bitew 1 wojny światowej. Byli to: Jan Arndt (20.06.1893 – 2.06.1915), Paweł Arndt (2.09.1887 – 23.11.1914), Paweł Gunther (6.09.1888 – 29.10.1916), August Hennig (18.12.1893 – 27.09.1918), Józef Łapka (19.03.1890-11.11.1914), Jan Lacke(12.03.1883 -23.09.1914), JózefNelke(5.II.1889-11.11.1914), Józef Pankau (28.03.1891 – 6.09.1914), Paweł Pankau (16.05.1899 -19.07.1918), Paweł Panske (1.07.1878 – 22.07.1917), Antoni Papenfuss (10.01.1886 – 28.02.1915), August Papenfuss (10.05.1888 – 14.12.1914), Andrzej Ringel (10.01.1895 -10.01.1916), Albert Schlumm (10.04.1891 – 3.11.1914), Franciszek Scholla (16.01.1896 – 5.09.1917), Albert Weilandt (21.04.1884 – 9.04.1917), Jan Weilandt (5.05.1876 – 22.12.1914).
Młyn w Obkasie istniał jeszcze w 1919 roku, aczkolwiek już wcześniej ucierpiał z powodu braku wody.